# Sowjetarmee-Pokal 1955
Der Sowjetarmee-Pokal 1955 war die 15. Austragung des Pokalwettbewerbs im Fußball in Bulgarien. Pokalsieger wurde Titelverteidiger ZDNA Sofia. Das Team setzte sich im Finale gegen DSO Spartak Plowdiw durch.

## Modus
In allen Runden wurde der Sieger in einem Spiel ermittelt. Stand es nach der regulären Spielzeit von 90 Minuten unentschieden, kam es zur Verlängerung von zweimal 15 Minuten. Falls danach immer noch kein Sieger feststand, wurde das Spiel wiederholt.

## Teilnehmer
| - SKNA Chaskowo - DSO Dinamo Jambol - DSO Dinamo Plowdiw - DNA Plowdiw - DSO Dinamo Sofia - DFS Lokomotive Plowdiw - FD Lokomotive Sofia - DSO Minjor Dimitrowo - DSO Septemwri Plewen | - Sawod 12 Sofia - DSO Septemwri Targowischte - DSO Septemwri Tolbuchin - DSO Spartak Plewen - DSO Spartak Plowdiw - DSO Spartak Sofia - DSO Spartak Stalin - DSO Stroitel Petritsch - DSO Torpedo Dimitrowo | - DSO Torpedo Russe - DSO Tscherweno sname Widin - DSO Tscherweno sname Pawlikeni - DSO Tscherweno sname Pomorie - GUTP-DSO Udarnik Sofia - DNA Weliko Tarnowo - WUS Stalin - WWS Sofia - ZDNA Sofia |

## 1. Runde
|                              | Ergebnis  |                                |
| ---------------------------- | --------- | ------------------------------ |
| DSO Spartak Plewen           | 2:0       | DSO Septemwri Tolbuchin        |
| WUS Stalin                   | 2:1       | DSO Spartak Stalin             |
| DSO Dinamo Jambol            | 1:0       | DSO Tscherweno sname Pawlikeni |
| DSO Minjor Dimitrowo         | 0:4       | DSO Spartak Sofia              |
| DSO Stroitel Petritsch       | 0:1       | DSO Dinamo Plowdiw             |
| FD Lokomotive Sofia          | 8:1       | DSO Tscherweno sname Pomorie   |
| DSO Torpedo Russe            | 2:1       | DSO Tscherweno sname Widin     |
| DNA Plowdiw                  | 4:1       | DSO Septemwri Plewen           |
| WWS Sofia                    | 3:2       | DSO Dinamo Sofia               |
| DSO Torpedo Minjor Dimitrowo | 1:2 n. V. | DFS Lokomotive Plowdiw         |
| DNA Weliko Tarnowo           | 1:3       | DSO Spartak Plowdiw            |

## Achtelfinale
|                        | Ergebnis  |                            |
| ---------------------- | --------- | -------------------------- |
| GUTP-DSO Udarnik Sofia | 2:1 n. V. | Sawod 12 Sofia             |
| DSO Spartak Plewen     | 1:3 n. V. | DFS Lokomotive Plowdiw     |
| DSO Torpedo Russe      | 3:1       | DSO Septemwri Targowischte |
| DNA Plowdiw            | 1:0       | WUS Stalin                 |
| SKNA Chaskowo          | 1:6       | ZDNA Sofia                 |
| DSO Dinamo Jambol      | 1:6       | FD Lokomotive Sofia        |
| WWS Sofia              | 0:1       | DSO Dinamo Plowdiw         |
| DSO Spartak Plowdiw    | 3:1       | DSO Spartak Sofia          |

## Viertelfinale
|                        | Ergebnis  |                   |
| ---------------------- | --------- | ----------------- |
| DFS Lokomotive Plowdiw | 1:4       | ZDNA Sofia        |
| FD Lokomotive Sofia    | 2:3       | DNA Plowdiw       |
| GUTP-DSO Udarnik Sofia | 6:0       | DSO Torpedo Russe |
| DSO Spartak Plowdiw    | 1:1 n. V. | DSO Spartak Sofia |

### Wiederholungsspiele
|                     | Ergebnis  |                   |
| ------------------- | --------- | ----------------- |
| DSO Spartak Plowdiw | 2:2 n. V. | DSO Spartak Sofia |
| DSO Spartak Plowdiw | 1:0       | DSO Spartak Sofia |

## Halbfinale
|                     | Ergebnis |                        |
| ------------------- | -------- | ---------------------- |
| ZDNA Sofia          | 4:2      | DNA Plowdiw            |
| DSO Spartak Plowdiw | 1:0      | GUTP-DSO Udarnik Sofia |

## Finale
| Paarung             | ZDNA Sofia – DSO Spartak Plowdiw |
| Ergebnis            | 5:2 n. V. (2:2, 2:1) |
| Datum               | 11. Dezember 1955 |
| Stadion             | Wassil-Lewski-Stadion, Sofia |
| Zuschauer           | 32.000 |
| Schiedsrichter      | Jordan Takow |
| Tore                | 1:0 Dimitar Milanow (7.) 2:0 Dimitar Milanow (29.) 2:1 Michail Duschew (40.) 2:2 Dimitar Deschew (60.) 3:2 Panajot Panajotow (97.) 4:2 Dimitar Milanow (108.) 3:2 Panajot Panajotow (113.)                        |
| ZDNA Sofia          | Georgi Najdenow – Kiril Rakarow, Manol Manolow, Georgi Jenischejnow – Stefan Boschkow , Gawril Stojanow – Dimitar Milanow, Georgi Dimitrow, Panajot Panajotow, Iwan Kolew, Krum Janew Cheftrainer: Krum Milew     |
| DSO Spartak Plowdiw | Nikola Damjanow – Iwan Iwanow, Atanas Manolow, Iwan Manolow – Boschidar Mitkow, Dimitar Krastew – Todor Diew , Georgi Furnadschijew, Michail Duschew, Dimitar Deschew, Iwan Barbow Cheftrainer: Trendafil Stankow |